# Agonum tersum
Agonum tersum är en skalbaggsart som beskrevs av Thomas Casey. Agonum tersum ingår i släktet Agonum och familjen jordlöpare. Inga underarter finns listade i Catalogue of Life.